# Serie A3 2014-2015
Il campionato di Serie A3 di pallacanestro femminile 2014-2015, il terzo da quando questa categoria sostituì la Serie B d'Eccellenza, è stato anche l'ultimo e le squadre non promosse in Serie A2 sono state ammesse al torneo di Serie B nella stagione 2015-2016.

## Formula
Il numero delle società partecipanti è di 25. Le squadre sono suddivise in due gironi da 8 squadre ed uno da 9 squadre con incontri di andata e ritorno. Al termine della fase di qualificazione si effettuerà una fase ad orologio completo. In caso di parità in classifica sono presi in considerazione i riferimenti della sola fase di qualificazione.
Al termine della fase ad orologio le prime due classificate di ogni girone sono promosse in Serie A2 per la stagione 2015-2016.
Le squadre classificate dal 3º al 6º posto accederanno ai play off per decretare ulteriori tre promozioni. Le 9 squadre perdenti i play off saranno ammesse al Campionato di Serie B.

## Prima Fase

### Girone A
|  |    | Classifica 2014-2015       | Pt | G  | V  | P  | PtF  | PtS |
|  | -- | -------------------------- | -- | -- | -- | -- | ---- | --- |
|  | 1. | Costa Unicef               | 28 | 16 | 14 | 2  | 1050 | 823 |
|  | 2. | Use Scotti Empoli          | 26 | 16 | 13 | 3  | 832  | 770 |
|  | 3. | Eco Program Castelnuovo S. | 22 | 16 | 11 | 5  | 937  | 932 |
|  | 4. | Libertas Moncalieri        | 16 | 16 | 8  | 8  | 896  | 914 |
|  | 5. | Polysport Lavagna          | 14 | 16 | 7  | 9  | 851  | 848 |
|  | 6. | A.S.D. Usmate              | 14 | 16 | 7  | 9  | 868  | 919 |
|  | 7. | Basket Canegrate           | 10 | 16 | 5  | 11 | 864  | 916 |
|  | 8. | Stars Novara               | 10 | 16 | 5  | 11 | 744  | 901 |
|  | 9. | Cestistica Savonese        | 4  | 16 | 2  | 14 | 803  | 922 |

Legenda:

 Qualificata alla Final Eight di Coppa Italia di Serie A3 2015

### Girone B
|  |    | Classifica 2014-2015         | Pt | G  | V  | P  | PtF | PtS |
|  | -- | ---------------------------- | -- | -- | -- | -- | --- | --- |
|  | 1. | Sistema Rosa Pordenone       | 26 | 14 | 13 | 1  | 801 | 684 |
|  | 2. | BCB Finstral - AEW Bolzano   | 20 | 14 | 10 | 4  | 827 | 753 |
|  | 3. | Libertas SBS Udine           | 20 | 14 | 10 | 4  | 735 | 581 |
|  | 4. | Progresso Bologna            | 16 | 14 | 8  | 6  | 773 | 684 |
|  | 5. | Torneria Montecchio Maggiore | 14 | 14 | 7  | 7  | 824 | 786 |
|  | 6. | Sicurplanet Bolzano          | 6  | 14 | 3  | 11 | 694 | 848 |
|  | 7. | Basket Sarcedo               | 6  | 14 | 3  | 11 | 698 | 829 |
|  | 8. | Cestistica Rivana AGL Avis   | 4  | 14 | 2  | 12 | 706 | 893 |

Legenda:

 Qualificata alla Final Eight di Coppa Italia di Serie A3 2015

### Girone C
|  |    | Classifica 2014-2015     | Pt | G  | V  | P  | PtF | PtS  |
|  | -- | ------------------------ | -- | -- | -- | -- | --- | ---- |
|  | 1. | Maddalena Vision Palermo | 26 | 14 | 13 | 1  | 919 | 785  |
|  | 2. | Stelle Marine Roma       | 22 | 14 | 11 | 3  | 759 | 630  |
|  | 3. | Basket Girls Ancona      | 20 | 14 | 10 | 4  | 916 | 652  |
|  | 4. | Pol. Battipagliese       | 14 | 14 | 7  | 7  | 886 | 920  |
|  | 5. | New Aurora Pescara       | 12 | 14 | 6  | 8  | 831 | 848  |
|  | 6. | Redimedica Bull Latina   | 10 | 14 | 5  | 9  | 826 | 833  |
|  | 7. | Quartu Sant'Elena        | 6  | 14 | 3  | 11 | 689 | 871  |
|  | 8. | San Raffaele Roma        | 2  | 14 | 1  | 13 | 716 | 1003 |

Legenda:

 Qualificata alla Final Eight di Coppa Italia di Serie A3 2015

## Seconda Fase

### Girone A
|  |    | Classifica 2014-2015       | Pt | G | V | P | PtF | PtS |
|  | -- | -------------------------- | -- | - | - | - | --- | --- |
|  | 1. | Costa Unicef               | 42 | 8 | 7 | 1 | 514 | 393 |
|  | 2. | Use Scotti Empoli          | 40 | 8 | 7 | 1 | 431 | 371 |
|  | 3. | Eco Program Castelnuovo S. | 32 | 8 | 5 | 3 | 426 | 402 |
|  | 4. | Polysport Lavagna          | 24 | 8 | 5 | 3 | 412 | 432 |
|  | 5. | A.S.D. Usmate              | 22 | 8 | 4 | 4 | 409 | 421 |
|  | 6. | Libertas Moncalieri        | 20 | 8 | 2 | 6 | 382 | 438 |
|  | 7. | Basket Canegrate           | 18 | 8 | 4 | 4 | 431 | 410 |
|  | 8. | Stars Novara               | 10 | 8 | 0 | 8 | 371 | 465 |
|  | 9. | Cestistica Savonese        | 8  | 8 | 2 | 6 | 402 | 446 |

Legenda:

      Promosse in Serie A2
      Qualificate alla Poule Promozione
      Retrocesse in Serie B

### Girone B
|  |    | Classifica 2014-2015         | Pt | G | V | P | PtF | PtS |
|  | -- | ---------------------------- | -- | - | - | - | --- | --- |
|  | 1. | Sistema Rosa Pordenone       | 36 | 7 | 4 | 3 | 450 | 420 |
|  | 2. | Progresso Bologna            | 32 | 7 | 7 | 0 | 426 | 341 |
|  | 3. | BCB Finstral - AEW Bolzano   | 30 | 7 | 5 | 2 | 404 | 384 |
|  | 4. | Libertas SBS Udine           | 26 | 7 | 5 | 2 | 424 | 376 |
|  | 5. | Torneria Montecchio Maggiore | 22 | 7 | 4 | 3 | 377 | 366 |
|  | 6. | Basket Sarcedo               | 10 | 7 | 2 | 5 | 370 | 428 |
|  | 7. | Cestistica Rivana AGL Avis   | 6  | 7 | 1 | 6 | 389 | 421 |
|  | 8. | Sicurplanet Bolzano          | 6  | 7 | 0 | 7 | 350 | 454 |

Legenda:

      Promosse in Serie A2
      Qualificate alla Poule Promozione
      Retrocesse in Serie B

### Girone C
|  |    | Classifica 2014-2015     | Pt | G | V | P | PtF | PtS |
|  | -- | ------------------------ | -- | - | - | - | --- | --- |
|  | 1. | Maddalena Vision Palermo | 36 | 7 | 5 | 2 | 461 | 399 |
|  | 2. | Stelle Marine Roma       | 32 | 7 | 5 | 2 | 430 | 366 |
|  | 3. | Basket Girls Ancona      | 32 | 7 | 6 | 1 | 463 | 251 |
|  | 4. | Pol. Battipagliese       | 24 | 7 | 5 | 2 | 491 | 465 |
|  | 5. | New Aurora Pescara       | 18 | 7 | 3 | 4 | 331 | 334 |
|  | 6. | Redimedica Bull Latina   | 14 | 7 | 2 | 5 | 393 | 403 |
|  | 7. | Quartu Sant'Elena        | 10 | 7 | 2 | 5 | 274 | 433 |
|  | 8. | San Raffaele Roma        | 2  | 7 | 0 | 7 | 326 | 518 |

Legenda:

      Promosse in Serie A2
      Qualificate alla Poule Promozione
      Retrocesse in Serie B

## Terza Fase

### Playoff Promozione
- Incontri al meglio delle tre gare: si qualifica la squadra che vince due incontri.
- La squadra con il miglior piazzamento in classifica disputa il primo ed il terzo incontro in casa.
- Le tre squadre che vincono i play-off vengono promosse in Serie A2, le rimanenti nove sono retrocesse in Serie B.
- Gli incontri di semifinale sono previsti il 12, 16 e il 19 aprile 2015, le finali il 26 e 30 aprile ed il 3 maggio 2015.

#### Girone A
|  | Semifinali | Semifinali                 | Semifinali |               |   | Finale                     | Finale | Finale |  |
|  |            |                            |            |               |   |                            |        |        |  |
|  | 3          | Eco Program Castelnuovo S. | 2          |               |   |                            |        |        |  |
|  | 3          | Eco Program Castelnuovo S. | 2          |               |   |                            |        |        |  |
|  | 6          | Libertas Moncalieri        | 1          |               |   |                            |        |        |  |
|  | 6          | Libertas Moncalieri        | 1          |               | 3 | Eco Program Castelnuovo S. | 2      |        |  |
|  |            |                            |            |               | 3 | Eco Program Castelnuovo S. | 2      |        |  |
|  |            |                            | 5          | A.S.D. Usmate | 1 |                            |        |        |  |
|  | 4          | Polysport Lavagna          | 5          | A.S.D. Usmate | 1 | 1                          |        |        |  |
|  | 4          | Polysport Lavagna          |            |               |   |                            |        |        |  |
|  | 5          | A.S.D. Usmate              | 2          |               |   |                            |        |        |  |

#### Girone B
|  | Semifinali | Semifinali                   | Semifinali |                    |   | Finale                     | Finale | Finale |  |
|  |            |                              |            |                    |   |                            |        |        |  |
|  | 3          | BCB Finstral - AEW Bolzano   | 2          |                    |   |                            |        |        |  |
|  | 3          | BCB Finstral - AEW Bolzano   | 2          |                    |   |                            |        |        |  |
|  | 6          | Basket Sarcedo               | 0          |                    |   |                            |        |        |  |
|  | 6          | Basket Sarcedo               | 0          |                    | 3 | BCB Finstral - AEW Bolzano | 2      |        |  |
|  |            |                              |            |                    | 3 | BCB Finstral - AEW Bolzano | 2      |        |  |
|  |            |                              | 4          | Libertas SBS Udine | 0 |                            |        |        |  |
|  | 4          | Libertas SBS Udine           | 4          | Libertas SBS Udine | 0 | 2                          |        |        |  |
|  | 4          | Libertas SBS Udine           |            |                    |   |                            |        |        |  |
|  | 5          | Torneria Montecchio Maggiore | 1          |                    |   |                            |        |        |  |

#### Girone C
|  | Semifinali | Semifinali             | Semifinali |                    |   | Finale              | Finale | Finale |  |
|  |            |                        |            |                    |   |                     |        |        |  |
|  | 3          | Basket Girls Ancona    | 2          |                    |   |                     |        |        |  |
|  | 3          | Basket Girls Ancona    | 2          |                    |   |                     |        |        |  |
|  | 6          | Redimedica Bull Latina | 1          |                    |   |                     |        |        |  |
|  | 6          | Redimedica Bull Latina | 1          |                    | 3 | Basket Girls Ancona | 2      |        |  |
|  |            |                        |            |                    | 3 | Basket Girls Ancona | 2      |        |  |
|  |            |                        | 4          | Pol. Battipagliese | 1 |                     |        |        |  |
|  | 4          | Pol. Battipagliese     | 4          | Pol. Battipagliese | 1 | 2                   |        |        |  |
|  | 4          | Pol. Battipagliese     |            |                    |   |                     |        |        |  |
|  | 5          | New Aurora Pescara     | 0          |                    |   |                     |        |        |  |

##### Semifinali
Date: tra il 12 aprile ed il 2 maggio 2015
| Squadra 1                  | Totale | Squadra 2                    | Gara 1  | Gara 2  | Gara 3  |
| -------------------------- | ------ | ---------------------------- | ------- | ------- | ------- |
| Eco Program Castelnuovo S. | 2 - 1  | Libertas Moncalieri          | 61 - 54 | 46 - 56 | 50 - 47 |
| Polysport Lavagna          | 1 - 2  | A.S.D. Usmate                | 57 - 55 | 43 - 47 | 41 - 55 |
| BCB Finstral - AEW Bolzano | 2 - 0  | Basket Sarcedo               | 76 - 63 | 63 - 58 |         |
| Libertas SBS Udine         | 2 - 1  | Torneria Montecchio Maggiore | 58 - 53 | 59 - 69 | 53 - 50 |
| Basket Girls Ancona        | 2 - 1  | Redimedica Bull Latina       | 56 - 33 | 57 - 59 | 41 - 31 |
| Pol. Battipagliese         | 2 - 0  | New Aurora Pescara           | 82 - 43 | 81 - 54 |         |

##### Finali
Date: tra il 26 aprile ed il 16 maggio 2015
| Squadra 1                  | Totale | Squadra 2          | Gara 1  | Gara 2  | Gara 3  |
| -------------------------- | ------ | ------------------ | ------- | ------- | ------- |
| Eco Program Castelnuovo S. | 2 - 1  | A.S.D. Usmate      | 53 - 43 | 49 - 57 | 44-39   |
| BCB Finstral - AEW Bolzano | 2 - 0  | Libertas SBS Udine | 58 - 53 | 67 - 61 |         |
| Basket Girls Ancona        | 2 - 1  | Pol. Battipagliese | 55 - 70 | 83 - 73 | 59 - 55 |

## Verdetti
- Promosse in Serie A2: Maddalena Vision Palermo, Stelle Marine Roma, Sistema Rosa Pordenone, Progresso Bologna, Costa Unicef, Use Scotti Empoli, Eco Program Castelnuovo S., BCB Finstral - AEW Bolzano e Basket Girls Ancona.
- Retrocesse in Serie B: Quartu Sant'Elena, San Raffaele Roma, Cestistica Rivana AGL Avis, Sicurplanet Bolzano, Basket Canegrate, Stars Novara, Cestistica Savonese, Basket Sarcedo, New Aurora Pescara, Redimedica Bull Latina, Torneria Montecchio Maggiore, Polysport Lavagna, Libertas SBS Udine, Libertas Moncalieri, Pol. Battipagliese e A.S.D. Usmate.
- Vincitrice Coppa Italia di Serie A3: Sistema Rosa Pordenone.